# Telenomus dalmanni
Telenomus dalmanni är en stekelart som först beskrevs av Julius Theodor Christian Ratzeburg 1844.  Telenomus dalmanni ingår i släktet Telenomus, och familjen gallmyggesteklar. Arten är reproducerande i Sverige.